# Giải BFCA cho phim hài hay nhất
Giải BFCA cho phim hài hay nhất là một trong các giải của BFCA dành cho phim hài được bầu chọn là hay nhất. Giải này dược lập từ năm 2005.

## Các phim đoạt giải và được đề cử

### Giai đoạn từ năm 2000
| Năm  | Phim                      | Đạo diễn                         |
| ---- | ------------------------- | -------------------------------- |
| 2005 | The 40-Year-Old Virgin    | Judd Apatow                      |
| 2005 | Kiss Kiss Bang Bang       | Shane Black                      |
| 2005 | Mrs Henderson Presents    | Stephen Frears                   |
| 2005 | The Producers             | Susan Stroman                    |
| 2005 | Wedding Crashers          | David Dobkin                     |
| 2006 | Borat                     | Larry Charles                    |
| 2006 | The Devil Wears Prada     | David Frankel                    |
| 2006 | For Your Consideration    | Christopher Guest                |
| 2006 | Little Miss Sunshine      | Jonathan Dayton và Valerie Faris |
| 2006 | Thank You for Smoking     | Jason Reitman                    |
| 2007 | Juno                      | Jason Reitman                    |
| 2007 | Dan in Real Life          | Peter Hedges                     |
| 2007 | Hairspray                 | Adam Shankman                    |
| 2007 | Knocked Up                | Judd Apatow                      |
| 2007 | Superbad                  | Greg Mottola                     |
| 2008 | Tropic Thunder            | Ben Stiller                      |
| 2008 | Burn After Reading        | Ethan và Joel Coen               |
| 2008 | Forgetting Sarah Marshall | Nicholas Stoller                 |
| 2008 | Role Models               | David Wain                       |
| 2008 | Vicky Cristina Barcelona  | Woody Allen                      |
| 2009 | The Hangover              | Todd Phillips                    |
| 2009 | (500) Days of Summer      | Marc Webb                        |
| 2009 | It's Complicated          | Nancy Meyers                     |
| 2009 | The Proposal              | Anne Fletcher                    |
| 2009 | Zombieland                | Ruben Fleischer                  |

### Giai đoạn từ năm 2010
| Năm  | Phim                      | Đạo diễn                    |
| ---- | ------------------------- | --------------------------- |
| 2010 | Easy A                    | Will Gluck                  |
| 2010 | Cyrus                     | Jay Duplass và Mark Duplass |
| 2010 | Date Night                | Shawn Levy                  |
| 2010 | Get Him to the Greek      | Nicholas Stoller            |
| 2010 | I Love You Phillip Morris | Glenn Ficarra và John Requa |
| 2010 | The Other Guys            | Adam McKay                  |
| 2011 | Bridesmaids               | Paul Feig                   |
| 2011 | Crazy, Stupid, Love.      | Glenn Ficarra và John Requa |
| 2011 | Horrible Bosses           | Seth Gordon                 |
| 2011 | Midnight in Paris         | Woody Allen                 |
| 2011 | The Muppets               | James Bobin                 |
| 2012 | Silver Linings Playbook   | David O. Russell            |
| 2012 | Bernie                    | Richard Linklater           |
| 2012 | Ted                       | Seth MacFarlane             |
| 2012 | This Is 40                | Judd Apatow                 |
| 2012 | 21 Jump Street            | Phil Lord and Chris Miller  |
| 2013 | American Hustle           | David O. Russell            |
| 2013 | Enough Said               | Nicole Holofcener           |
| 2013 | The Heat                  | Paul Feig                   |
| 2013 | This Is the End           | Seth Rogen và Evan Goldberg |
| 2013 | The Way Way Back          | Nat Faxon và Jim Rash       |
| 2013 | The World's End           | Edgar Wright                |
| 2014 | The Grand Budapest Hotel  | Wes Anderson                |
| 2014 | Birdman                   | Alejandro G. Iñárritu       |
| 2014 | St. Vincent               | Theodore Melfi              |
| 2014 | Top Five                  | Chris Rock                  |
| 2014 | 22 Jump Street            | Phil Lord and Chris Miller  |